# Bistum Mogadischu
Das Bistum Mogadischu (Mogadiscio) (lat.: Dioecesis Mogadiscensis) ist ein in Somalia gelegenes römisch-katholisches Bistum mit Sitz in Mogadischu und umfasst ganz Somalia. Es ist immediat, jedoch in Folge des Bürgerkriegs im Land de facto untergegangen.

## Geschichte

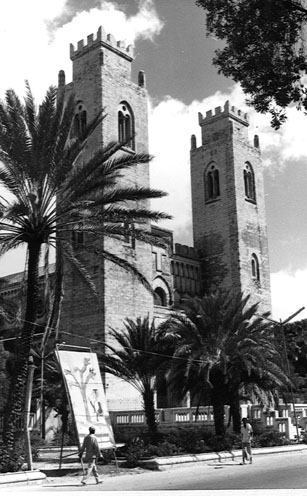
Die in der italienischen Kolonialzeit erbaute und 2008 weitgehend zerstörte Kathedrale Ende der 1980er Jahre

Am 21. Januar 1904 wurde im damaligen Italienisch-Somaliland die Apostolische Präfektur von Banaadir aus dem Apostolischen Vikariat Nordsansibar heraus errichtet. Sie wurde am 15. Dezember 1927 zum Apostolischen Vikariat erhoben und dieses nach seinem Sitz in Mogadischu benannt. Am 20. November 1975 wurde das Apostolische Vikariat Mogadischu zum Bistum erhoben.
Der bisher letzte Bischof von Mogadischu Pietro Salvatore Colombo (* 1922 in Carate Brianza) wurde am 9. Juli 1989 während eines Gottesdienstes ermordet. Seither ist der Bischofssitz vakant. Apostolischer Administrator ist seit 1990 Giorgio Bertin. Die Kathedrale von Mogadischu mit dem anliegenden Kloster aus dem Jahr 1928 wurde in der Folge komplett zerstört.
Nach der Ermordung der Ordensschwester Leonella Sgorbati im Jahr 2006 verließen deren drei letzten Mitschwestern das Land.

## Ordinarien
Apostolische Präfekte von Banaadir 1904–1927
- Alessandro dei Santi OSsT (1905–1924)

Apostolische Vikare von Mogadischu 1927–1975
- Gabriele Perlo IMC (1927–1930)
- Francesco Fulgenzio Lazzati OFM (1931–1932), Titularbischof von Hermopolis Maior
- Francesco Venanzio Filippini OFM (1933–1970)
- Antonio Silvio Zocchetta OFM (1970–1973)

Bischöfe von Mogadischu ab 1975
- Pietro Salvatore Colombo OFM (1975–1989)